# 公子卬 (宋国)
公子卬（？—前619年），子姓，名卬，是宋成公的儿子，宋昭公的弟弟，宋国大司马。
前620年夏季四月，宋成公死了。这时候公子成做右师，公孙友做左师，乐豫做司马，鳞矔做司徒，公子荡做司城，华御事做司寇。宋昭公准备杀死公子们，乐豫谏言劝阻，宋昭公不听。穆族和襄族率领国人攻打宋昭公，在宫里杀了公孙固和公孙郑。六卿和公室讲和，乐豫将司马的官职让给宋昭公的弟弟公子卬。
前619年，宋昭公对嫡祖母宋襄夫人不加礼遇，宋襄夫人依靠戴氏的族人杀了宋昭公的党羽孔叔、公孙钟离及大司马公子卬。公子卬手里握着符节而死，所以《春秋》记载他的官职而不写名字，表示对他的尊重。